# CR7博物館
CR7博物館（英語：Museu CR7），是葡萄牙足球運動員克里斯蒂亞諾·羅納度的博物館。位於葡萄牙馬德拉群島豐沙爾。

## 历史
2013年建立，博物館是當地足球會科英布拉聯足球會的贊助商。博物館前有一尊克里斯蒂亞諾·羅納度的銅像，由馬德拉雕塑家里卡多·維洛薩（Ricardo Velosa）製作。